# ロリカ・ハマタ

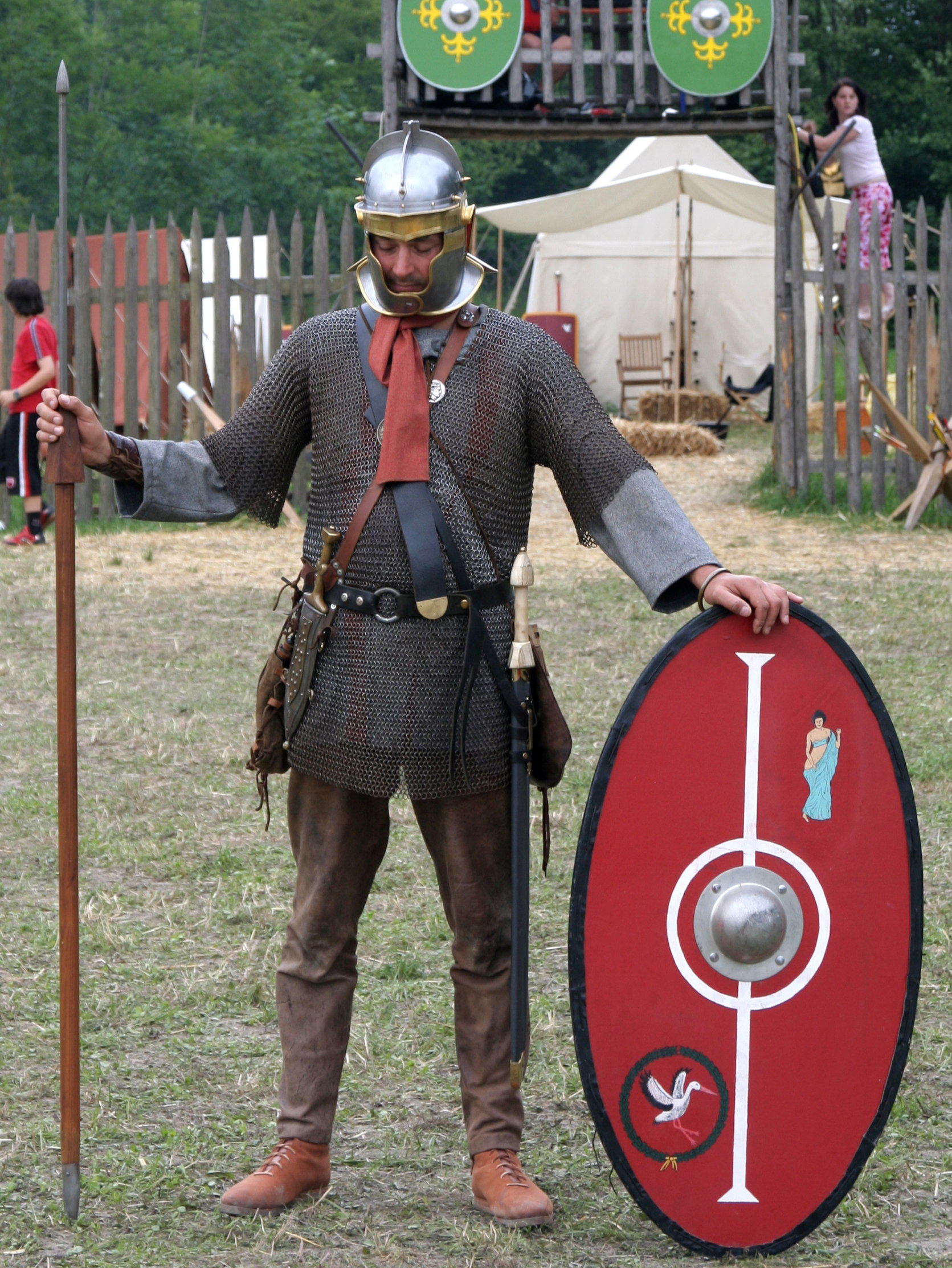
175年頃の北部属州駐在のローマ軍団兵の再現

ロリカ・ハマタまたはローリーカ・ハーマータ（ラテン語：lorica hamata）はローマ軍が着用していた甲冑の一種である。主に共和政ローマ、帝政ローマのほとんどを通じて用いられた。
1世紀、2世紀の帝政ローマの一定期間ではローマ市民権を持つ軍団兵にはロリカ・セグメンタタが使用され、非ローマ人からなるアウクシリアの兵士のみ用いられることもあったが、2世紀以降は再び軍団兵を含む全軍で使用された。
ケルト人の影響で共和政ローマ時代にローマでも使われ始めたといわれている。

## 構造
構造はチェインメイルそのもので、材質は青銅か鉄、5–7ミリメートルの輪が水平に組み合わさってできている。丈は太ももあたりまで、袖は肘ほどの長さがあった。
鈍器による衝撃吸収には弱いものの、頑丈であり、柔軟性に富み、手入れさえ怠らなければ数十年にわたって使用することができるという利点があった。
5世紀の帝政ローマ末期でもロリカ・ハマタはローマ全軍で使用されたが、丈は膝上まで、袖も長い形状と変わっている。